# Rance Howard
Rance Howard, rodným jménem Harold Rance Beckenholdt, (17. listopadu 1928 – 25. listopadu 2017) byl americký herec. Jeho synové Ron a Clint se rovněž věnují filmu. Svou hereckou kariéru zahájil v roce 1948, když se z rodné Oklahomy přestěhoval do New Yorku. V té době si změnil příjmení na Howard. Zpočátku hrál v divadle a televizi, debut ve filmu měl v roce 1956 s westernem Frontier Woman. Později hrál například ve filmech Frajer Luke (1967), Vnitřní vesmír (1987) a Nebraska (2013). Jeho posledním filmem byl Broken Memories (2017).